# Trycherus longanimis
Trycherus longanimis es una especie de coleóptero de la familia Endomychidae.

## Distribución geográfica
Habita en Gabón.